# Mare interno di Seto
Il mare interno di Seto (瀬戸内海?, Seto Naikai) è il braccio di mare che separa le isole di Honshū, Shikoku e Kyūshū, tre delle quattro principali isole del Giappone. È utilizzato come via d'acqua di importanza internazionale che unisce l'oceano Pacifico e il Mar del Giappone.
Le regioni che si affacciano sul mare interno di Seto sono conosciute per la mitezza del clima e per i livelli relativamente bassi di pioggia.
Nel mare interno di Seto sono presenti numerose isole, tra cui Aoshima (conosciuta come "Isola dei gatti"), Awaji, Naoshima, Shōdoshima, Suō-Ōshima, le isole Geiyo e le isole Shiwaku.